# الکساندر باستامنت
سر الکساندر باستامنت (انگلیسی: Sir Alexander Bustamante؛ زادهٔ ۲۴ فوریه ۱۸۸۴ – درگذشته ۶ اوت ۱۹۷۷) یک سیاست‌مدار اهل جامائیکا بود.